# カワチブシ
カワチブシ（河内附子、学名：Aconitum grossedentatum）は、キンポウゲ科トリカブト属の疑似一年草、有毒植物。

## 特徴
生育場所によって形体的変異が著しい。地下の塊根は径0.5-3cmになる。林縁や林内では茎は斜上して先端が垂れ、草原では直立して高さは50-180cmになる。茎中部付近でよく分枝し、枝は広角度に伸長する。根出葉と下部の茎葉は、花時には枯れて存在しない。中部の茎葉の葉身は五角形から五角形状円形で、長さ5-19cm、幅6-17cm、3深裂または3全裂し、裂片は粗い鋸歯縁になるか、ときに羽状に深裂する。鋸歯または欠刻片は、卵状から披針形、狭披針形になり、幅は2-5mmになる。葉柄は長さ1-6cmになり、無毛または屈毛が生える。
花期は8-11月。花柄は長さ1.5-4.5cmで、無毛、花柄の中部に対になった小苞があり、狭楕円形で長さ3-7mmになる。花序は長さ5-12cmの散房状、総状、円錐状になり、1-10個の花がつく。花は青紫色で、長さは3-5.5cmになり、ときに光沢があり、まれに黄白色の花がある。花弁にみえるのは萼片で、上萼片1個、側萼片2個、下萼片2個の5個で構成される。上萼片は円錐形まれに僧帽形になり、長さ22-30mm、幅17-24mmになり、長い嘴があり、上萼片の外面に毛は無い。花弁は上萼片の中にかくれて見えないが、柄、舷部、蜜を分泌する距、唇部で構成される。1対あり、無毛で、舷部は長さ10-14mmあって強くふくらみ、距はふつう太くて長いがまれに短く嚢状になり、180度以上に内曲し、唇部は長さ3-4mmになり、先端は2浅裂して反り返る。雄蕊は多数ありふつう無毛、まれに開出毛がまばらに生える。雌蕊は3-5個あり、無毛。果実は長さ15-27mmの袋果になり、斜開するか直立する。種子は長さ4mmになる。染色体数2n=32の4倍体種である。

## 分布と生育環境
日本固有種。本州の太平洋側、関東地方（神奈川県・群馬県）から近畿地方（和歌山県）までと四国に分布し、山地帯の林内、林縁または草原に生育する。
このうち、鈴鹿山脈と紀伊山地に分布し、風衝草原に生育し、茎が直立して高さ30-80cmになり、全体が小型で葉に光沢があるものは、シノニム欄の var. odaiense とされ、アシブトウズまたはオオダイブシと分類されることがあるが、現在はカワチブシの草原型として整理されている。また、四国山地に分布し、葉が3全裂し、裂片がさらに深裂して欠刻片が披針形になるものは、var. sikokianum とされ、シコクブシとされることが多いが、これもカワチブシのシノニムになっている。

## 名前の由来
和名カワチブシは、「河内附子」の意で、タイプ標本が大阪府の金剛山で採集され、金剛山が旧河内国に属することによる。
種小名（種形容語）grossedentatum は、grosse-dentatum の意で、「非常に大きい鋸歯の」の意味。中井猛之進による命名。

## 種の保全状況評価
国（環境省）のレッドデータブック、レッドリストでの選定はない。都道府県別では、岐阜県、大阪府、和歌山県で絶滅危惧II類となっている。

## 分類
カワチブシは、トリカブト属トリカブト亜属 Subgenus Aconitum のうち、花弁の舷部が距に向かって膨大するキヨミトリカブト節 Section Euchylodea に属し、同節のうち、花はふつう花序の上から下に向かって開花するヤマトリカブト列 Series Japonica に分類される。ヤマトリカブト列に属する日本に分布する種のうち、温帯に生育する種（高山植物でない種）としては、本種の他、ウゼントリカブト Aconitum okuyamae、オンタケブシ A. metajaponicum、コウライブシ A. jaluense（亜種にセンウズモドキ subsp. iwatekense がある。）、ヤマトリカブト A. japonicum（亜種にオクトリカブト subsp. subcuneatum、ツクバトリカブト subsp. maritimum、イブキトリカブト subsp. ibukiense、タンナトリカブト subsp. napiforme がある。）、ヤサカブシ A. nikaii が属する。
本種の花柄と上萼片は無毛であること。ウゼントリカブトとオンタケブシは、花柄と上萼片に開出毛と腺毛が生え、上萼片の嘴は短いこと。コウライブシは、花柄と上萼片に開出毛と腺毛が生え、上萼片の嘴は長いこと。ヤマトリカブトとその亜種群、ヤサカブシは、花柄と上萼片に屈毛が生えることが異なる。なお、オンタケブシは分布が限られ極まれな種であり、ヤサカブシは山口県にのみ分布する種である。

## ギャラリー

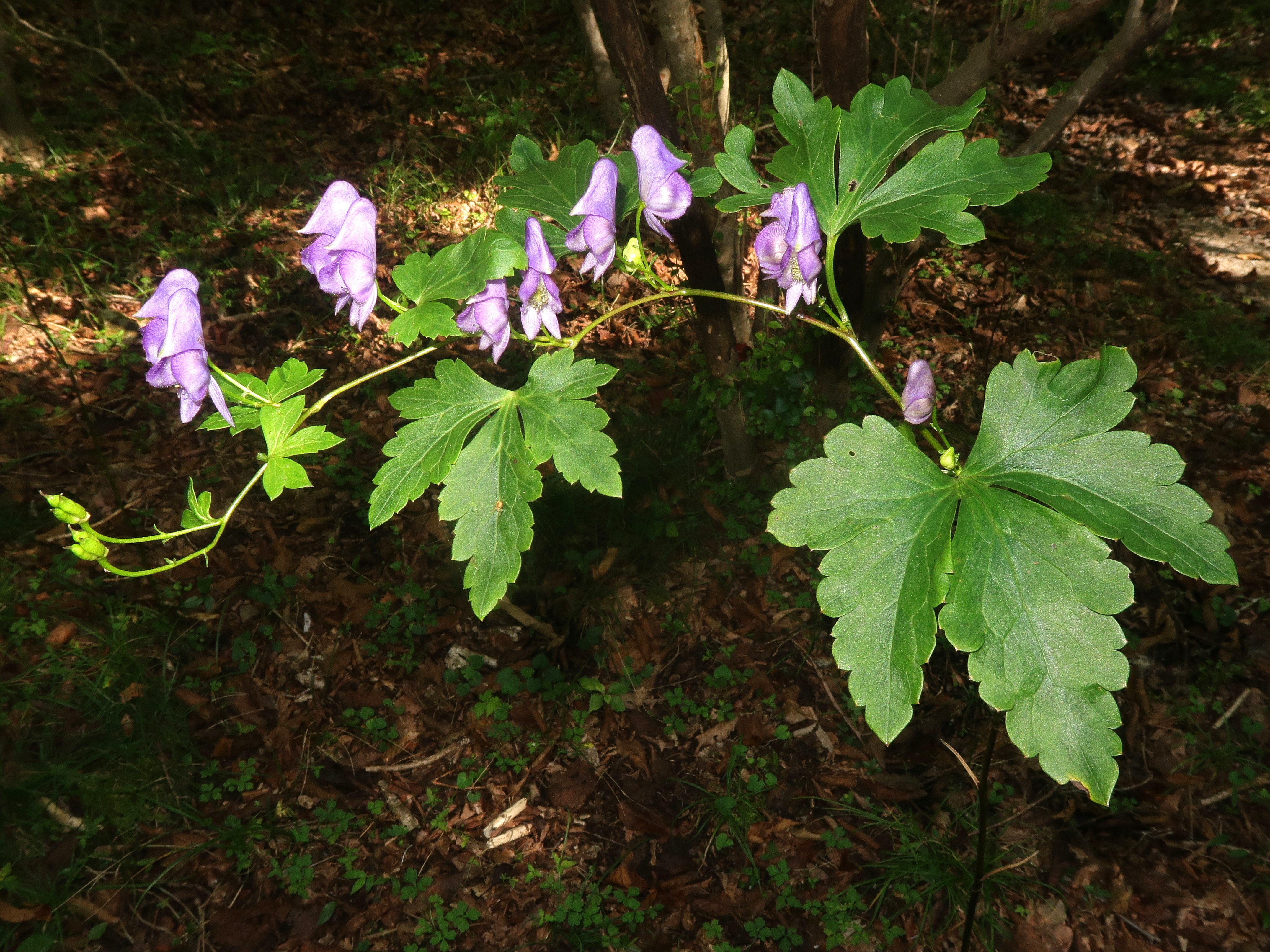
林縁や林内では茎は斜上して先端が垂れる。
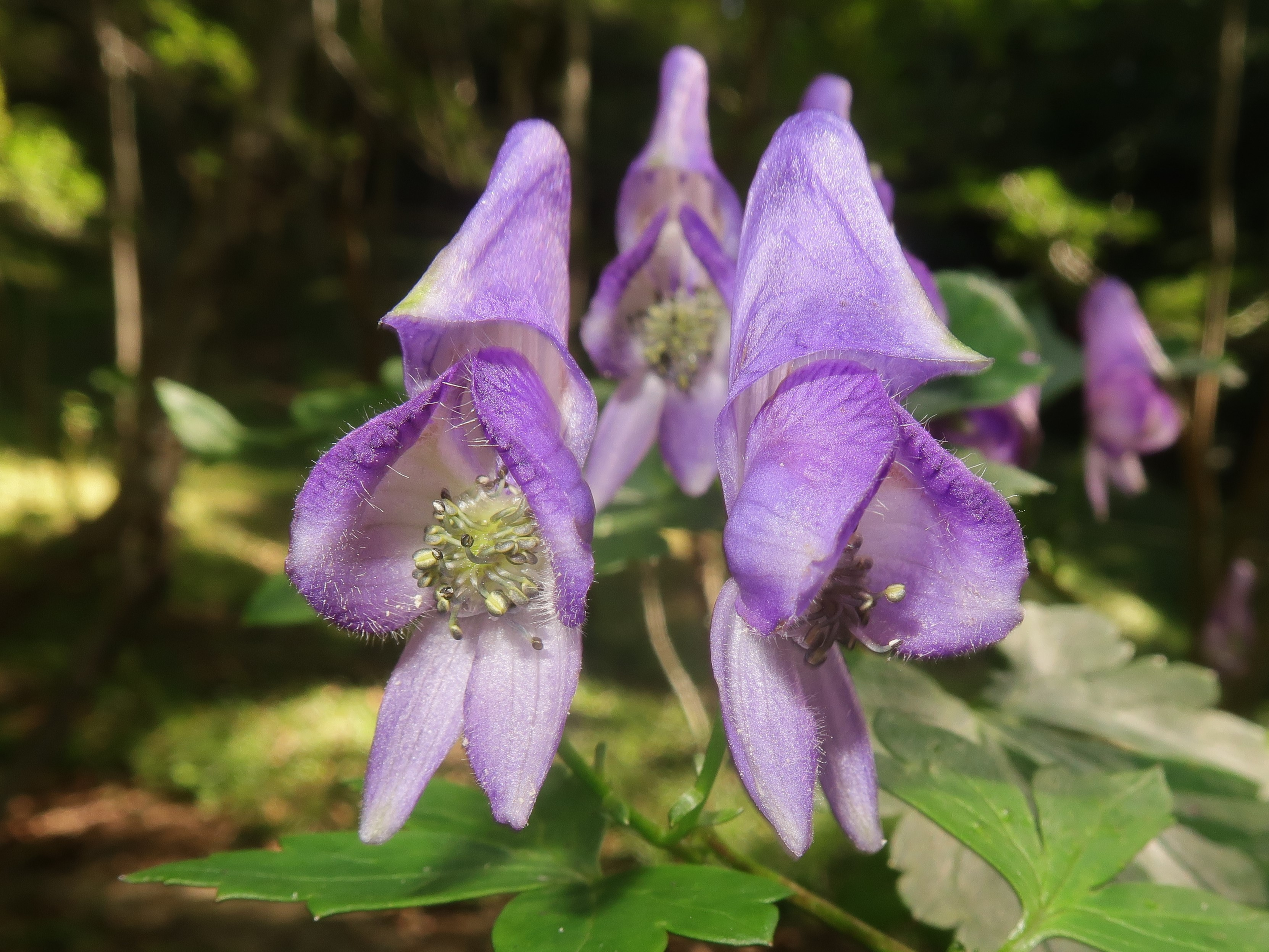
花弁にみえるのは萼片で、上萼片1個、側萼片2個、下萼片2個の5個で構成される。雄蕊は多数あって無毛。
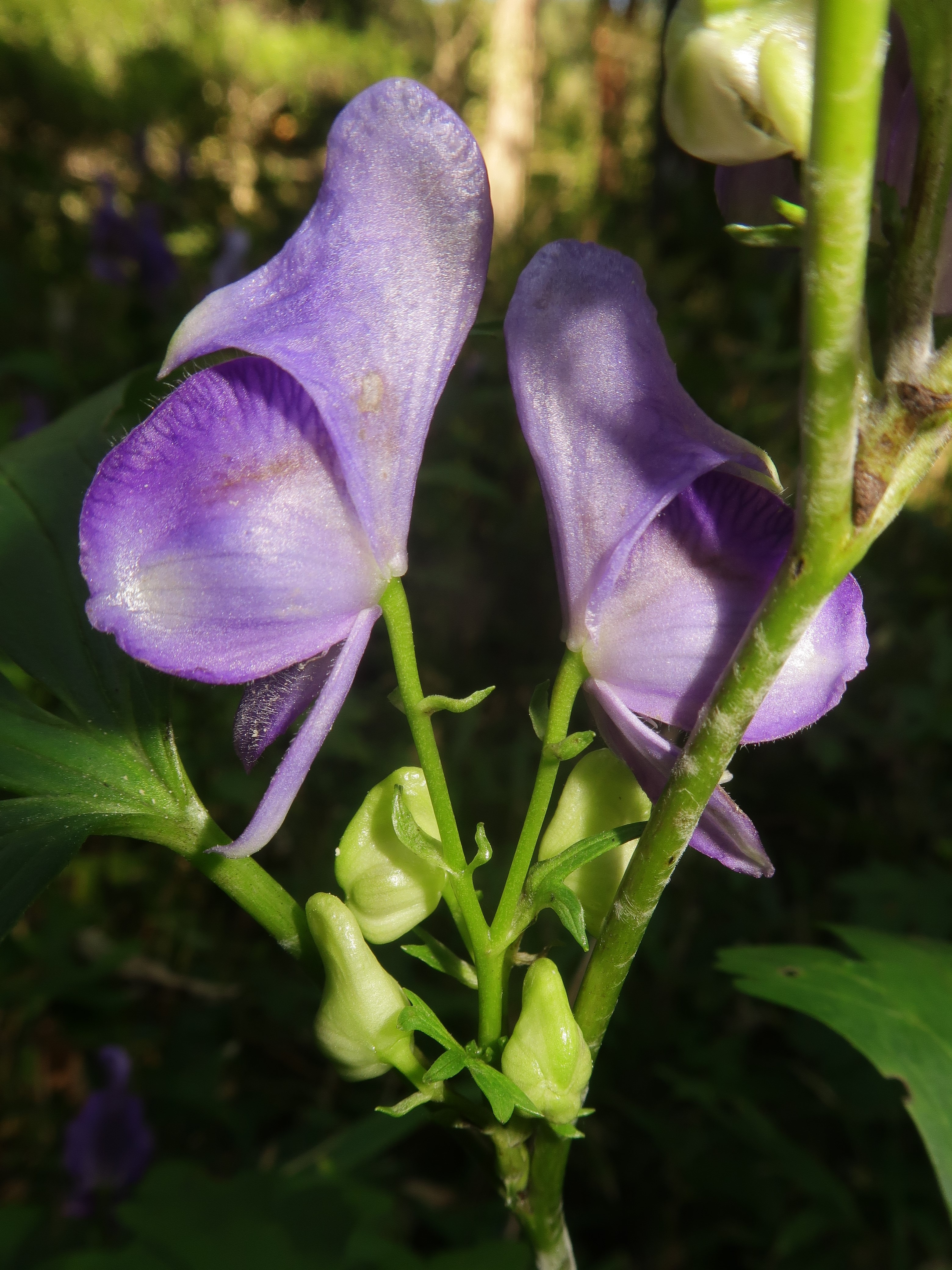
上萼片は円錐形になり、長い嘴があり、上萼片の外面に毛は無い。
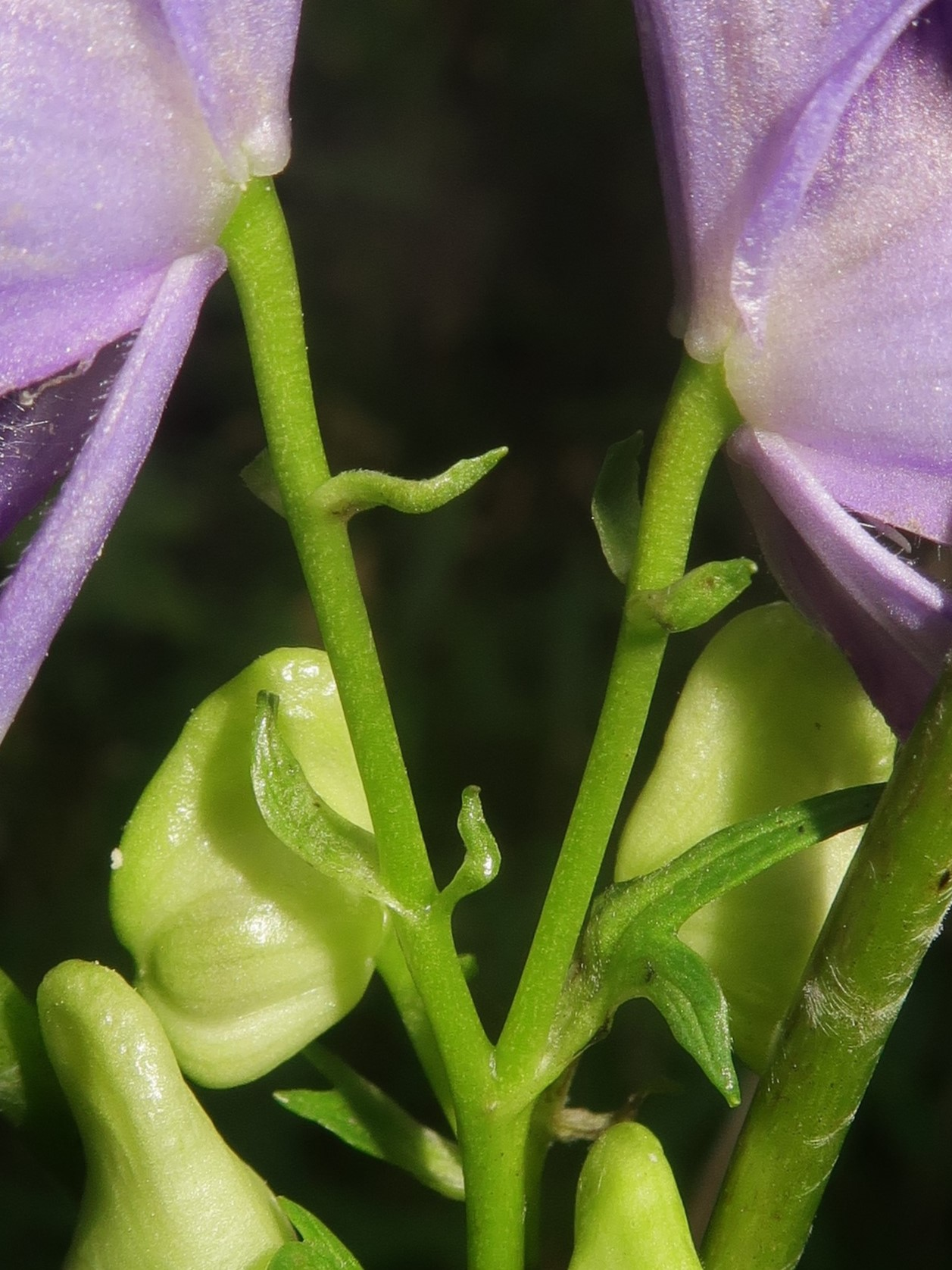
左の写真の花柄部分の拡大。花柄は無毛で、中部に対になった狭楕円形の小苞がある。
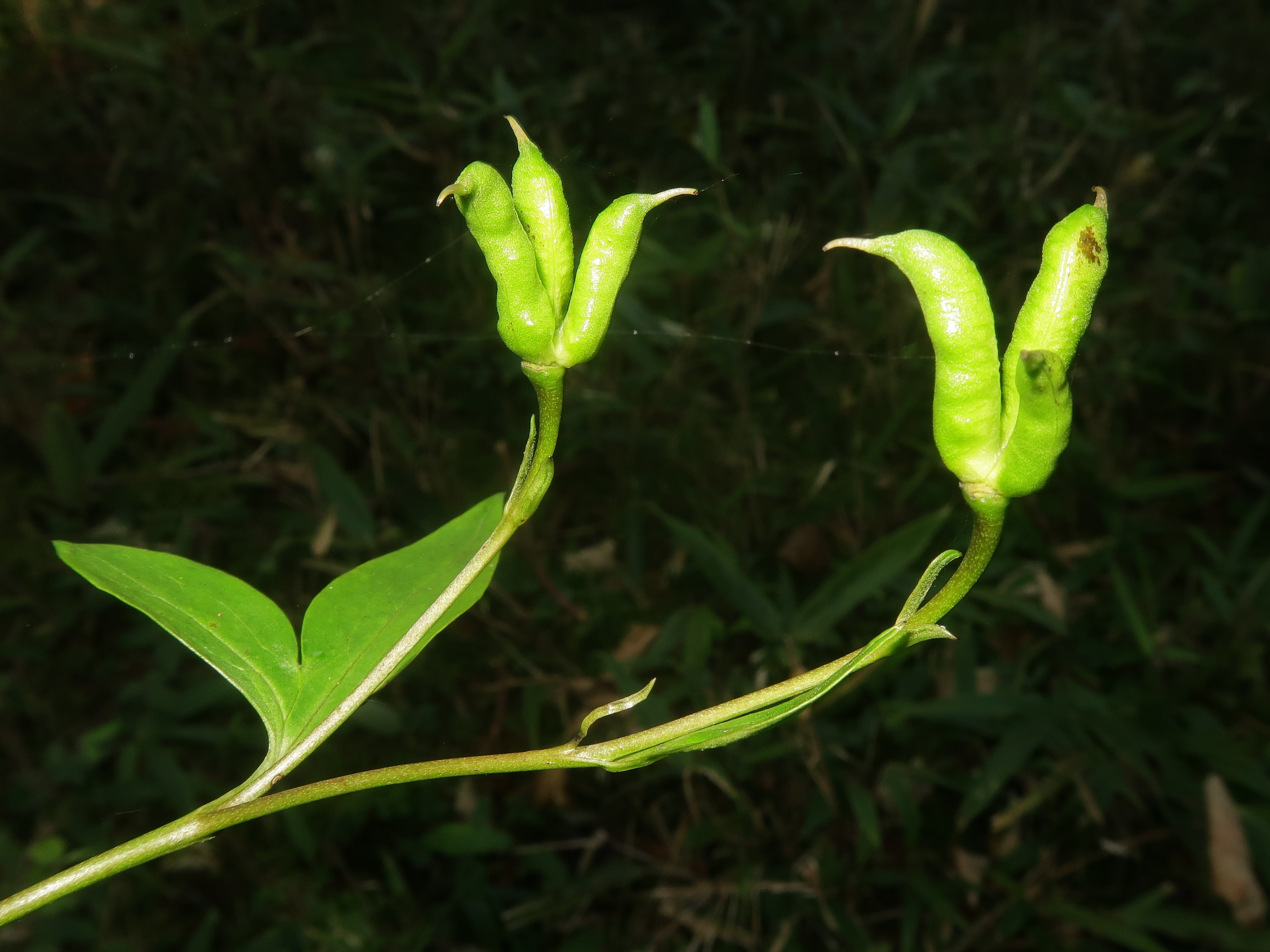
果実は袋果になり、斜開する。
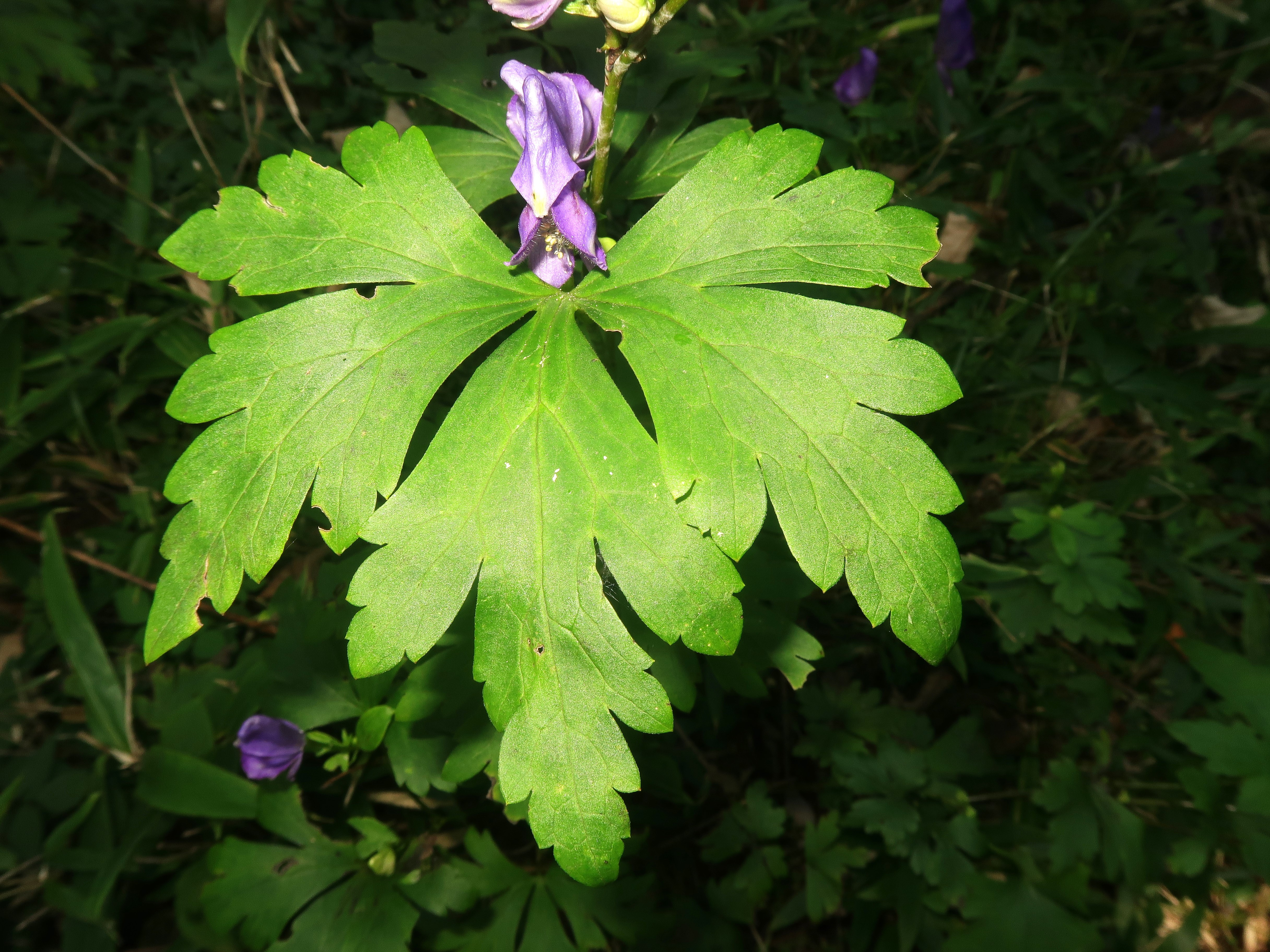
この個体の中部の茎葉の葉身は五角形から五角形状円形で、3深裂し、裂片は粗い卵状の鋸歯縁になっている。
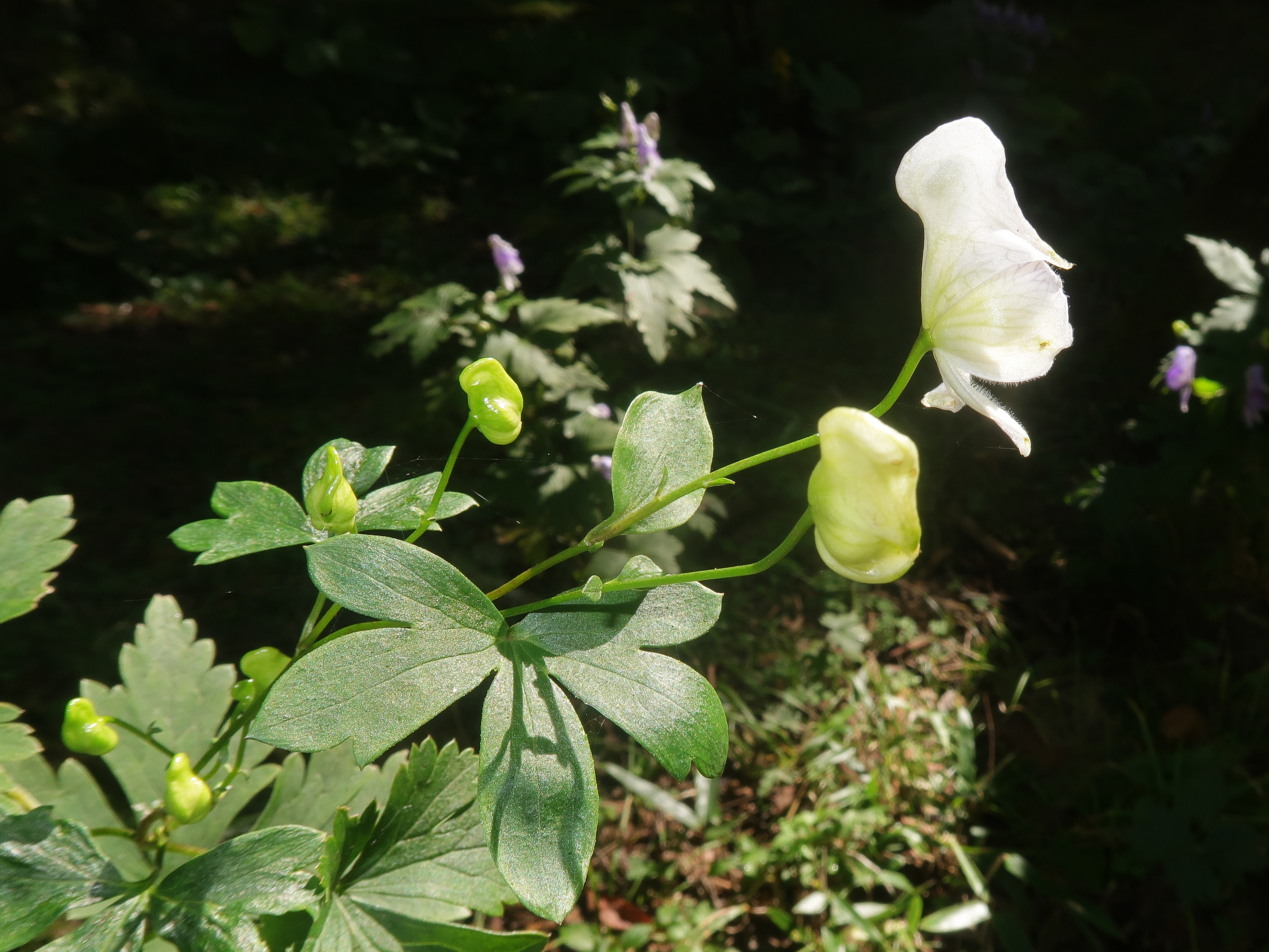
花が黄白色のものもある。